# Neomammillaria hamata
Neomammillaria hamata là một loài thực vật có hoa trong họ Cactaceae. Loài này được (Lehm.) Britton & Rose mô tả khoa học đầu tiên năm 1923.